# País frágil

Fragilidad por color según el Índice de países frágiles 2005–2013
Alerta
Aviso
Moderado
Sostenible
Sin información / Territorio dependiente

Un país frágil, país débil o Estado frágil es un país caracterizado por la baja capacidad de su aparato estatal, lo que deja a su ciudadanía expuesta a una amplia gama de choques. 
El Banco Mundial, por ejemplo, considera que un país es "frágil" si: 
(a) es elegible para una donación de la Asociación Internacional de Fomento (AIF); 
(b) ha tenido una misión de paz de la ONU en los últimos 3 años; y 
(c) ha recibido una puntuación de gobernanza de menos de 3,2 por el Índice de Valoración de Políticas e Instituciones Nacionales (CPIA por sus siglas en inglés) del Banco Mundial). 
Una definición más integradora de "país frágil" también podría mencionar la creciente incapacidad de un aparato estatal para mantener el monopolio de la violencia en su territorio declarado. Esto ocurre cuando grupos armados ejercen el control parcial o total sobre zonas de ese territorio. Algunas fuentes consideran que "Estado frágil" es lo mismo que "Estado fallido", pero se trata de categorías diferentes, siendo los Estados frágiles muchos más que los fallidos, al igual que las enfermedades graves son muchas más que las terminales. Todos los Estados fallidos son frágiles, pero no todos los Estados frágiles son fallidos. El conjunto de países frágiles se compone de los fallidos, de los que están fallando y de los que se están recobrando.
Mientras muchos países están progresando hacia los Objetivos de Desarrollo Sostenible, un grupo de 35 a 50 países (dependiendo de la medida utilizada) no avanza. Se estima que, de los 7 millardos de habitantes del mundo, el 26 % viven en países frágiles. Además en estos países se encuentra un tercio de las personas que sobreviven con menos de 1,25 dólares estadounidenses ($) diarios (pobreza extrema) y la mitad de los niños del mundo que, precisamente por esa pobreza, mueren antes de cumplir 5 años. Asimismo, en los países frágiles se produce un tercio de la mortalidad materna mundial.
No solo no avanzan, sino que la brecha con otros países en desarrollo se está ensanchando desde la década de 1970. En 2006, el PIB per cápita creció sólo el 2 % en los países frágiles, mientras que alcanzó el 6 % en otros países de bajos ingresos. 
El Banco Mundial divide a los países en 4 categorías según sus ingresos: altos, medio-altos, medio-bajos y bajos. Se prevé (según, por ejemplo, el Banco Mundial en 2008) que los países frágiles constituirán en el futuro un porcentaje todavía mayor de los países de ingresos bajos, porque países que son ahora de ingresos bajos, pero no frágiles, pasarán a ser de ingresos medio-bajos. Esto es un reto importante para los esfuerzos de desarrollo y el Instituto de Desarrollo de Ultramar, un laboratorio de ideas británico especialista en desarrollo, sostiene que los países frágiles, por su mayor riesgo, necesitan modelos de desarrollo fundamentalmente distintos de los aplicados en países más resilientes.
Para una mejor comprensión de este artículo, se recomienda la lectura de Construcción del Estado.

## Definición
Los países frágiles se caracterizan porque no consiguen satisfacer necesidades básicas de su ciudadanía. Las insuficiencias se resumen en 3 ámbitos: de seguridad, de capacidad y de legitimidad:
- La insuficiencia de seguridad significa que las fuerzas de seguridad (ejército, policía) no proporcionan una protección adecuada a la ciudadanía (contra la delincuencia o contra grupos armados que operen en el país).
- La insuficiencia de capacidad significa que el aparato administrativo no proporciona servicios adecuados (sanidad, educación, administración de justicia, regulación de la actividad económica, etc.).
- Y la insuficiencia de legitimidad significa que la autoridad del Estado no es plenamente aceptada en todo su territorio. En esto difiere de un Estado fallido, cuyos gobiernos carecen totalmente de legitimidad.

Lo contrario de un "país frágil" es un "país estable", donde el sistema de instituciones parece capaz de resistir choques internos y externos, y donde la oposición a las medidas gubernamentales permanece dentro de los cauces establecidos (parlamento, manifestaciones), pero no los rebasa ni se convierte en un conflicto armado. Con las condiciones adecuadas, algunos países inicialmente frágiles —como Mozambique o Burundi— han demostrado una evolución positiva. 
Para evitar que los países frágiles se sigan descolgando, el foco de la acción internacional debe centrarse en donde los Objetivos de Desarrollo del Milenio son más difíciles de conseguir, mejorando la respuesta organizativa de la amplia gama de actores implicados y midiendo los resultados.
Los países frágiles pueden ser difíciles de definir de manera estrictamente numérica, porque uno de los campos donde fallan es en la recopilación de estadísticas fiables, por ejemplo sobre delincuencia o educación.

## Orígenes del término y discusión
"País frágil" es una categoría analítica que adquirió prominencia desde la década de 1990 en adelante y la aumentó tras los atentados del 11 de septiembre de 2001. En el fondo está una creencia de muchos académicos y formuladores de políticas: actualmente el mayor potencial de conflicto no es entre países, sino dentro de ellos. Se piensa que los países de baja capacidad y bajos ingresos no solo plantean amenazas a sus poblaciones, sino también a los países desarrollados (llamados asimismo países ricos o de altos ingresos). Siguiendo esta lógica, los países frágiles necesitan desarrollo económico y social para disminuir su vulnerabilidad y proporcionar seguridad y servicios básicos a sus ciudadanos. De este modo, los países frágiles plantean amenazas similares a los estados fallidos, aunque de magnitud marcadamente menor, por lo que a la comunidad internacional le interesa sobremanera evitar que un país frágil continúe su deterioro hasta el punto de convertirse en un estado fallido. 
Este planteamiento, seguido por muchos países donantes de ayuda oficial al desarrollo e instituciones y organizaciones internacionales, ha suscitado un debate académico. Algunos estudiosos consideran útil la categorización de países como frágiles, porque así se puede pronosticar el derrumbamiento de su aparato estatal y evaluar las posibilidades de impedirlo. 
A esta idea se oponen 2 críticas principales: 
1. La posibilidad de que se abuse de la categoría de país frágil, legitimando la intervención externa, en vez de permitir que los países salgan adelante por sí mismos.
2. La utilidad analítica del propio esfuerzo de categorización, que responde a una visión de desarrollo muy dependiente del aparato estatal, y que puede no ser adecuada para países de condiciones económicas y sociales altamente divergentes.[8]

## Procesos habituales
En países frágiles pueden darse las dinámicas siguientes:
- Conflictos armados
- Posconflictos
- Situaciones de transición política
- Entornos donde la gobernanza se deteriora
- Situaciones de mejora gradual
- Situaciones prolongadas de crisis política o económica
- Situaciones de punto muerto dilatadas en el tiempo

Un país frágil es significativamente susceptible a crisis en uno o más de sus subsistemas. Es particularmente vulnerable a choques internos y externos, y a conflictos nacionales e internacionales. Los países frágiles no son solamente evaluados por su grado de fragilidad, sino también por su tipo de fragilidad y la amenaza que suponen. Esta evaluación ayuda a quienes formulan políticas a dar las respuestas apropiadas.

## Causas
La raíz de la fragilidad de un país suele estar en su organización institucional: 
- En términos económicos, pueden ser instituciones (muy señaladamente los derechos de propiedad) que favorecen el estancamiento o bajos índices de crecimiento, o la extrema desigualdad (en riqueza, en acceso a la propiedad y a la propiedad de la tierra o en acceso a medios de vida).
- En términos sociales, pueden ser instituciones que favorezcan la carencia o desigualdad extremas en el acceso a la salud o la educación.
- En términos políticos, pueden ser coaliciones excluyentes (por cuestiones étnicas, religiosas o territoriales) en el poder, un faccionalismo extremo o fuerzas de seguridad insuficientes, corruptas o divididas. En los países frágiles, el sistema institucional legalmente vigente es contestado por sistemas rivales derivados de autoridades tradicionales, elaborados por comunidades a las que no llega el aparato administrativo, o establecidos por señores de la guerra y sus análogos.

## Orígenes de la fragilidad
El profesor de estudios internacionales estadounidense Joel Migdal estudió la relación entre el aparato estatal de un país y su sociedad cuando existía una disparidad entre las políticas oficialmente anunciadas y la distribución real del dinero público. La lista de los países que estudió incluía India, México, Egipto y Sierra Leona. Señaló como raíz de esta disparidad la falta de capacidad de sus aparatos estatales para hacer cumplir las reglas a las respectivas sociedades. Esto no sólo incluye la existencia de organismos estatales (por ejemplo, la policía) sobre el territorio y la extracción de recursos (por ejemplo, la recaudación de impuestos), sino también la capacidad de que los recursos lleguen realmente al aparato estatal (en vez de, por ejemplo, ser robados o malversados) y de regular el comportamiento de las personas.
Migdal afirmó que la expansión de la economía europea y el comercio mundial en el siglo XIX llevó a cambios drásticos en las estrategias de supervivencia de los pueblos en países de Asia, África y América Latina. Las políticas aplicadas por los europeos, que incluían la propiedad de la tierra, impuestos y nuevos modos de transporte (por ejemplo ferrocarril), cambiaron rápida y profundamente la vida y las necesidades de las personas de estos países. Las recompensas, sanciones y símbolos anteriores se volvieron irrelevantes en la nueva situación, y el control social que ejercían las instituciones existentes se vio erosionado.
Sin embargo, los países frágiles no establecieron una nueva concentración de control social como la base de un aparato estatal fuerte. Porque aunque en estos países se daba la condición necesaria —el debilitamiento del antiguo control social por el comercio mundial antes de la estallada de la Primera Guerra Mundial— para crear tal aparato, no se dieron, en cambio, las condiciones suficientes: 
1. Un contexto histórico que favoreciera un control social concentrado
2. Una amenaza militar externa o interna
3. La base de una burocracia independiente
4. Un liderazgo hábil en la cumbre que aprovechara todas las condiciones anteriores[12]

## Medición de la fragilidad
Aunque no hay criterios universales para determinar si un país es frágil, el Banco Mundial, a través de su programa Países de Ingresos Bajos Tensionados (LICUS por sus siglas en inglés) y el ya mencionado mencionado Índice de Valoración de Políticas e Instituciones Nacionales (CPIA por sus siglas en inglés), ha establecido un marco de referencia para países donantes y otros socios institucionales. 
El CPIA se basa en 4 agrupaciones (gestión económica, políticas estructurales, políticas inclusivas y sector público), así como en 16 indicadores. Este índice, con un máximo de 6, valora el desempeño del aparato estatal. Los países que puntúan por debajo de 3,2 se clasifican como frágiles. Pueden ser luego elegibles para ayuda financiera de organismos internacionales como la Asociación de Internacional de Fomento.
Además del CPIA se utilizan índices de mayor complejidad, que por ejemplo incluyen la dimensión de seguridad. Si el aparato estatal de un país frágil continúa debilitándose, puede convertirse en un estado fallado, una situación completamente indeseable no solo para ese país, sino también para toda la comunidad internacional.

## Indicadores
El Fondo para la Paz emplea los factores siguientes para determinar si un país es frágil.

### Sociales
- Presiones demográficas crecientes y conflictos tribales, étnicos o religiosos
- Desplazamiento masivo interno y externo de refugiados, creando severas emergencias humanitarias
- Grupos que buscan venganza muy extendidos
- Emigración amplia y prolongada

### Económicos
- Corrupción extendida
- Desigualdad económica alta
- Desarrollo económico desigual entre los diferentes grupos de habitantes
- Fuerte disminución de la producción

### Políticos
- Deslegitimación del Estado
- Deterioro de los servicios públicos
- Suspensión de la ley o aplicación arbitraria
- Violaciones generalizadas de los derechos humanos (detenciones arbitrarias, torturas, desapariciones o asesinato de manifestantes pacíficos)
- Las fuerzas de seguridad que operan como un "Estado dentro del Estado", a menudo impunemente
- Aumento de élites faccionalizadas
- Intervención de agentes políticos externos y estados extranjeros.

## Papel internacional de los países frágiles
Los países frágiles y los posconflicto han participado en muchos grupos y asociaciones intergubernamentales desde la Segunda Guerra Mundial, como el Grupo de 77 y grupos regionales como ASEAN y la Unión africana. Sin embargo, hasta hace poco los países afectados por conflictos no disponían de una plataforma internacional específica. En 2010 un grupo de países posconflicto fundó el G7+ (no confundir con el G7) para representar mejor sus intereses en el plano internacional. Los objetivos de esta organización son:
- Atraer la atención internacional hacia los retos particulares que afrontan los países frágiles
- Proporcionar una plataforma para que los países posconflicto hablen sus retos de desarrollo compartidos
- Abogar por mejores políticas internacionales para satisfacer las necesidades de los países afectados por conflictos

El G7+ ha creado su propio índice para medir la fragilidad de un país, identificando 5 agrupaciones (legitimidad política, justicia, seguridad, fundamentos económicos, e ingresos y servicios) que se emplazan en un baremo de fragilidad que consta de 5 niveles. Las principales diferencias con otros índices son el papel privilegiado de las características nacionales específicas y que es una autovaloración en vez de una valoración externa. Sin embargo es importante recordar que conceptos como "índice de fragilidad del aparato estatal" se colocan afirmativamente en una tradición filosófica que pone énfasis en la bondad "inherente" de la construcción del Estado. Por tanto tal índice no debería verse visto como una medida estrictamente neutral, sino solamente como una administrativa.

## Provisión de servicios básicos
Existe una relación entre la provisión de servicios (seguridad, sanidad, educación) y la fragilidad de un aparato estatal: si el aparato es frágil, los servicios que proporciona son de mala calidad o hay partes del territorio a las que no llegan. De manera inversa, si se hacen los cambios necesarios para proporcionar mejores servicios, disminuye la fragilidad de este aparato.
Esta provisión insuficiente puede ser debida a:
- Falta de dinero para pagar el personal y las instalaciones necesarios para prestar correctamente los servicios
- Personal con insuficiente formación
- Corrupción

La violencia extendida y prolongada en el tiempo lleva al abandono y consiguiente decadencia de la infraestructura requerida para proporcionar estos servicios. La mala gobernanza y la ruptura del orden social también pueden aumentar la exclusión social de determinados grupos por motivos étnicos, religiosos, políticos o de género. Esta exclusión puede llevarse a cabo mediante violencia política (guerra y terrorismo), pero también mediante violencia social o delincuencia muy extendida, lo que conduce a una combinación de múltiples obstáculos de seguridad para prestar eficazmente los servicios.
La educación, la salud, el acceso al agua y el saneamiento son importantes no sólo para la supervivencia, sino también porque son derechos humanos reconocidos cuya provisión se ha demostrado necesaria para transitar desde una situación de conflicto hasta otra de paz. Los aparatos estatales pueden fomentar su legitimidad a largo plazo a través de la provisión de estos servicios básicos (conocidos como "dividendo de la paz", aunque esta expresión tiene también otros significados). La educación, por ejemplo, puede proteger a los niños y a los no combatientes durante el conflicto, facilita el cambio intergeneracional y favorece la socialización en la infancia y la juventud, convirtiéndose en un catalizador para una transformación más amplia, además de proporcionar una sensación de normalidad y continuidad. Por añadidura, la provisión de algunos de estos servicios, como la vacunación, puede verse como más neutra, y puede llevar a que grupos en conflicto se unan en asuntos concretos, lo que resulta en mayor legitimidad aumentada.
Sin embargo no es tan sencillo ayudar a los países frágiles a proporcionar estos servicios. Si se hace mediante organismos de ayuda que actúen independientemente de los estatales, se corre el riesgo de socavar la capacidad y la legitimidad estatales. Por otro lado, apoyar directamente a los organismos estatales puede ahondar las divisiones sociales y conflictos existentes.
Los estudios sobre calidad de servicios básicos y protección social en situaciones de conflicto no arrojan resultados concluyentes. Se ha investigado si las intervenciones en protección social refuerzan el aparato estatal, encontrando que esta suposición ha empezado a influir significativamente en políticas y programas, y que este refuerzo puede sobrepasar otros resultados, como un mejor acceso al agua.

## Construcción del Estado y construcción de la paz
En el marco de la construcción del Estado y la construcción de paz se debate a menudo si proporcionar o no servicios paralelamente al aparato estatal existente. Se argumenta que la construcción del Estado lleva a la paz cuando implica la implantación de un aparato estatal inclusivo, donde la legitimidad se va obteniendo como el resultado de que ese aparato satisface las demandas de toda la sociedad y proporciona servicios y bienes públicos. Sin embargo impulsar el aparato estatal de un país frágil en esta dirección no es una tarea sencilla, especialmente por las razones siguientes:
- La implantación de un aparato estatal en un territorio afectado por un conflicto puede no conducir automáticamente a la paz si esta implantación se hace por la fuerza y sin el suficiente apoyo de la población.
- Los acuerdos políticos que buscan apaciguar a quienes amenazan la paz pueden fortalecer el dominio de gobernantes represivos.
- Los acuerdos políticos para compartir el poder entre facciones (el mejor ejemplo es el Líbano)[22] pueden debilitar el aparato estatal y ahondar las divisiones.
- Centrarse en las instituciones estatales puede llevar a pasar por alto actores no estatales, como dirigentes locales tradicionales, e impedir a largo plazo el establecimiento de una sociedad civil.

Igualmente, los esfuerzos de construcción de la paz que no incluyan al aparato estatal pueden socavar su capacidad de funcionar. Investigadores del Instituto de Desarrollo de Ultramar resaltan la necesidad de que las Organización no gubernamental organizaciones no gubernamentales (ONG) y otros actores del desarrollo profundicen su conocimiento del contexto y sean siempre conscientes de la relación entre la construcción del Estado y la construcción de la paz. Si las ONG y las organizaciones internacionales rehúsan dar autoridad adicional a las instituciones estatales del país al que intentan ayudar, se arriesgan a que la población perciba un papel del aparato estatal inferior al que debería ser, y a que las instituciones carezcan de adhesión. 

### Caso de estudio: Sierra Leona
El equilibrio correcto entre construcción del Estado y construcción de la paz se proclama extremadamente difícil de lograr, incluso cuando se ha conseguido paz y seguridad a través del incremento de la capacidad propia del aparato estatal. Entre 2001 y 2010 el Gobierno del Reino Unido apoyó reformas en Sierra Leona según el principio de "la seguridad primero". Se cree que esto ha llevado a una mayor seguridad, mejor acceso a la justicia, mayor calidad de esta, menor corrupción y una reforma positiva del funcionariado. Desde el fin de la guerra civil en 2002, no ha habido violencia significativa, en 2007 se celebraron elecciones pacíficas y ha habido bastante estabilidad para ayudar a conformar instituciones sostenibles. Sin embargo Sierra Leona padece subdesarrollo severo y figura en el tercio más bajo del Índice de desarrollo humano de la ONU en 2010. Esto ha creado frustración y decepción entre la generación más joven y plantea un riesgo significativo de que la violencia regrese.

### Intervención internacional o recuperación autónoma
Los estudiosos han debatido si la intervención de reconstrucción posconflicto es la mejor estrategia para la construcción del Estado en países frágiles. Se comparte ampliamente la creencia de que la intervención multilateral puede sacar a los países frágiles de la trampa del conflicto y conducirlos a un desarrollo económico y político posconflicto. En respuesta al fracaso de la gobernanza en los países frágiles, los estudiosos han propuesto nuevos modelos de intervención, como neofideicomiso o soberanía compartida. Los partidarios de la intervención internacional animan a que los países más poderosos, o los actores de la zona con los mayores intereses económicos o políticos, intervengan en los países frágiles para restaurar la estabilidad y la democracia (esto es una forma de hablar, porque no necesariamente todos los países frágiles han sido en algún momento estables y democráticos, ni, aun en ese caso, una intervención consigue necesariamente restablecer ambas cosas). 
Estos partidarios apoyan acuerdos que autoricen la intervención internacional, por los cuales, además, los costes de construcción del Estado y construcción de la paz serían pagados por el país intervenido (algo difícilmente realizable, pues los países frágiles suelen tener poco dinero y escasa capacidad de endeudamiento).
Otra postura es la recuperación autónoma: la creencia en que los países frágiles pueden recuperarse de un conflicto sin intervención extranjera y desarrollar instituciones eficaces de gobierno. Quienes sostienen esta postura argumentan que la ayuda internacional socava la naturaleza autosostenida del pacto entre gobernantes y electores. Los ejemplos de Uganda, Eritrea y Somalia apoyan la teoría de recuperación autónoma, porque estos países frágiles consiguieron, sin intervención internacional, una paz duradera, una reducción sistemática de la violencia y un desarrollo político y económico posconflicto .

### Promoción de la democracia
Según Samuel Huntington, «La diferencia política más importante entre países no se refiere a su forma de gobierno [monarquía, república...], sino a su grado de gobierno [buen gobierno, desgobierno...]». El propósito de la democratización y el desarrollo institucional en países frágiles es ayudarlos a mejorar tanto la capacidad estatal como el funcionamiento de instituciones inclusivas. Knutsen y Nygard (2015) resaltan que las semidemocracias (término equivalente a "países frágiles" en este contexto) son menos estables que las autocracias y las democracias. En otras palabras, una vez que empieza el proceso de democratización, es peligroso pararlo a mitad de camino.
Sin embargo el mismo propósito de la democratización debe considerarse antes de pensar sobre los medios para conseguirlo. Ake (2000) dice que la democracia mayoritariamente ha sido analizada en el contexto de su propensión a fomentar el desarrollo económico. Pero en el contexto de su viabilidad en África, la utilidad de la democracia cuando se mide por los «valores, preocupaciones y prioridades de los pueblos africanos», determinará en gran medida cuánto aceptarán la democracia. En general, el proceso de democratización está muy influido por los valores normativos de la población.
Para diseñar intervenciones que promuevan instituciones inclusivas cuando el aparato estatal es débil, resulta crítico que el análisis teórico de las transiciones sea tratable. Pero según Geddes (1999), esto se debe a que las diferentes clases de autoritarismo difieren entre sí tanto como difieren de la democracia. Para facilitar el análisis de estas diferencias, clasifica regímenes autoritarios como personalistas, militares, de partido único, o amalgamas de los tipos puros. Es importante resaltar que todos de ellos pueden ser conceptualizados desde la perspectiva de «sociedades de orden de acceso limitado» (North, 1999).
Según Larry Diamond, en muchos países frágiles promover la democracia es difícil no solo porque carecen de las clásicas condiciones que la facilitan —mayor ingreso per cápita, sociedad civil, medios de comunicación independientes, partidos políticos, valores y actitudes democráticos ampliamente compartidos— sino también porque carecen de las condiciones más básicas de un orden político viable. En estos países, el reto no es solo presionar a los dirigentes autoritarios para que cedan poder, sino generar un poder legítimo. No solo es necesario dar poder a la ciudadanía y a sus organizaciones independientes, sino también dotar a las instituciones estatales de recursos, formación, organización y el sentido de una misión común.
Debe tenerse cuidado con la vulnerabilidad del progreso en la democratización de los países frágiles. Según Samuels (2013), la historia ha presenciado cambios de régimen de democracia a autocracia durante los periodos de 1925-1945 [p. ej. Alemania (1933) ] y 1960-1974 [p. ej. Brasil (1964), Chile (1973)]. Lo que Samuels identifica como causas nacionales de cambio de régimen son también los factores que deben ser mitigados a través del diseño institucional. 
Algunos de estos factores son la cultura cívica, la lucha de clases por la desigual distribución del crecimiento económico y la identidad militar (el sector social o étnico al que el ejército cree mayoritariamente servir; si otro sector adquiere legítimamente el poder, el ejército puede verse tentado de sublevarse). 
Por su parte, algunas de las causas internacionales son la política exterior de las superpotencias, el grado de participación en instituciones multilaterales, la extensión de la mundialización y el impacto supranacional de instituciones religiosas extranjeras en instituciones políticas nacionales.

## Actores no estatales
La población de los países frágiles confía a menudo en actores no estatales como jefes, ancianos de la tribu, sociedades secretas, líderes comunitarios, pandillas, milicias, insurgentes o dirigentes religiosos para satisfacer sus necesidades de justicia y seguridad. Lisa Denney, del Instituto de Desarrollo de Ultramar, por tanto, subraya la necesidad de que los donantes de ayuda al desarrollo se comprometan con estos actores no estatales cuando intenten reformar los servicios de justicia y seguridad de países frágiles. Sugiere 4 reglas de compromiso:
1. Aceptar que tratar con actores no estatales es arriesgado, pero no más que hacerlo con muchos socios estatales
2. Estar dispuesto a emplear procedimientos y habilidades diferentes de los que se utilizarían con contrapartes estatales
3. Comprender el contexto
4. Sólo comprometerse cuando añade valor

Un actor no estatal de un país frágil a menudo compite por la autoridad y la legitimidad tanto con el aparato estatal como con otros actores no estatales de la zona. 

## Desarrollo del sector privado
Los investigadores encontraron poca evidencia del impacto del desarrollo del sector privado en las relaciones entre el aparato estatal y la sociedad. Tampoco está claro si las relaciones entre el sector privado y el aparato estatal cumplen las expectativas de la población. Pensaron que una de las razones podría ser la falta de datos empíricos recogidos sobre el terreno a través de entrevistas y encuestas. La influencia del desarrollo del sector privado en las relaciones entre el aparato estatal y la sociedad, por tanto, queda como área para posteriores estudios y debería recibir mayor atención académica. Entre lo poco que se ha podido dilucidar destaca lo siguiente:
- Las reformas necesarias para impulsar el sector privado en los países frágiles están subestimadas y merecen mayor atención en la práctica de la ayuda al desarrollo. Sin embargo el proceso legislativo es lento y se debería respetar la representación y la legitimidad.
- Aunque las conexiones entre infraestructura y crecimiento económico están bien establecidos en la literatura académica, son inhabituales las valoraciones del impacto de una infraestructura más allá de los pocos años que siguen a su puesta en servicio.
- Aparte del éxito en Camboya, la importancia de instituir un sólido régimen de derechos laborales en países frágiles necesita mayor estudio. Para conseguir un alto nivel de empleo y un desarrollo del sector privado, debe equilibrarse el objetivo de proteger a los trabajadores con el de mantener la flexibilidad.
- Favorecer las microfinanzas no es la única solución que se deba adoptar para la reducción de la pobreza, y su eficacia depende del país frágil en cuestión.
- Las intervenciones de responsabilidad social corporativa tienen potencial para hacer más daño que bien, y no deberían sustituir servicios estatales o cualesquiera otras formas de ayuda al desarrollo.
- La falta de acceso al capital para lanzar empresas y la carencia de instituciones financieras locales, como bancos centrales fiables, siguen siendo restricciones importantes al desarrollo del sector privado, especialmente en los países frágiles subsaharianos.
- Los efectos de la inversión extranjera directa sobre el conflicto y la estabilidad pueden ser positivos o negativos según el contexto y el entorno.

## Relaciones de la fragilidad con otros factores

### Desempeño económico
En 2012 EPS-PEAKS investigó la relación entre fragilidad del aparato estatal, conflicto y desempeño económico. La relación entre conflicto e inversión extranjera directa (IED) varía mucho, con países en guerra donde la IED es alta y otros donde es baja. El estudio sugiere que la mayoría de IED en países frágiles viene de multinacionales en busca de recursos naturales (por ejemplo minerales). Aunque esta inversión puede producir crecimiento económico, a menudo este potencial no se realiza, y el recibir la inversión sólo para extraer los recursos puede llevar a agravar el conflicto. Este fenómeno se conoce como la maldición de los recursos.
Si un aparato estatal no puede recaudar una cantidad razonable de impuestos o gastar responsablemente, se pierde un elemento clave de la estatalidad, afirman investigadores del Instituto de Desarrollo de Ultramar y del Banco Mundial. Explican que los países frágiles pueden progresar sustancialmente en la gestión de sus finanzas públicas, con la mayoría de progreso en la ejecución del presupuesto. Sin embargo subsisten lagunas de conocimiento de la relación entre esta gestión, la estatalidad y el desarrollo.
Un importante componente económico de los estados frágiles es la reinserción de los excombatientes en la sociedad y la economía. Después de la Segunda Guerra Civil liberiana, Blattman y Annan realizaron un estudio sobre cómo el que un excombatiente consiguiera un empleo reducía el riesgo de que volviera a la violencia. Concretamente investigaron un programa que proporcionaba formación agrícola y capital a excombatientes que todavía poseían plantaciones de árboles de caucho, extraían minerales preciosos ilegalmente o talaban árboles. Hallaron que los hombres respondieron bien a la formación agrícola, redujeron su extracción ilícita de materiales aproximadamente el 20  %, y una cuarta parte de ellos estaba menos dispuesto a luchar en la crisis electoral de Costa de Marfil. Sin embargo la actividad ilícita no se detuvo completamente. Blattman y Anna también hallaron que una promesa de retornos económicos futuros era crucial para disuadir a los hombres de luchar.

### Cambio climático
Un estudio de 2015, encargado por el G7, identifica 7 riesgos de fragilidad climática que amenazarán la estabilidad de países y sociedades en las siguientes décadas. El informe encuentra que, en las regiones frágiles, donde la desigualdad persiste y el aparato estatal es incapaz de responder a tensiones, los impactos del calentamiento mundial sobre el agua, la comida y la tierra multiplicarán las presiones existentes. Sugiere que la dinámica de fragilidad administrativa, social y política, puede ser exacerbada por los impactos del cambio climático y que la consecuencia será una menor capacidad de adaptación. Comienza por tanto un círculo vicioso de fragilidad. El informe también describe cómo se puede medir la capacidad de estados y sociedades para afrontar los retos de cambio medioambiental a lo largo de un «rango de fragilidad», de más frágil a más resilient. En situaciones frágiles, caracterizadas por la baja capacidad del aparato estatal para las funciones más básicas, el país es más vulnerable al cambio climático y menos capaz de lidiar con sus efectos, como escasez de recursos naturales, cambios de uso del suelo, fenómenos meteorológicos extremos o precios alimentarios volátiles. Esto hace que se incremente el riesgo de inestabilidad.

### Terrorismo
Se ha lanzado la hipótesis de que los países frágiles contribuyen a la actividad terrorista. Después de los atentados del 11 de septiembre de 2001, el presidente de EE. UU. George W. Bush dijo que «nos enseñaron que los países frágiles, como Afganistán, pueden suponer un peligro para nuestros intereses nacionales tan grande como los países fuertes. La pobreza no convierte a los pobres en terroristas y asesinos. Sin embargo la pobreza, las instituciones débiles y la corrupción pueden hacer a los países frágiles vulnerables a cárteles de la droga y redes terroristas dentro de sus fronteras». El vínculo entre terrorismo y países frágiles ha sido discutido. En 2003, el historiador Walter Laqueur destacó que en una mayoría de países frágiles no hubo casi ninguna actividad terrorista. En cambio se han dado ejemplos de prolongada actividad terrorista en países desarrollados: el IRA en el Reino Unido, las Brigadas Rojas en Italia, la banda Baader-Meinhof en Alemania o ETA en España.

### Epidemias
Los países frágiles también pueden ser más vulnerables a crisis de salud pública, como enfermedades infecciosas, las cuales pueden extenderse a países vecinos no frágiles.